# 張宗載
張宗載（？—1590年），字一寧，號大杜，雲南鶴慶府人，民籍，明朝政治人物。

## 生平
萬曆元年（1573年）癸酉科雲南鄉試第十名，萬曆十一年（1583年）癸未科會試第七十七名，登三甲第二百二十名進士。通政司觀政，十二年授四川江津縣知縣，十三年充本省鄉試同考官，十七年十月行取考选山東道監察御史，十八年告病卒。

## 家族
曾祖張連；祖父張銳；父張應舉，曾任學正。母楊氏。慈侍下。弟宗栻。